# Водовороты Наруто
Водовороты Наруто (яп. 鳴門の渦潮  Наруто но удзусио) — приливно-отливные водовороты в проливе Наруто между городом Наруто в префектуре Токусима и островом Авадзи в префектуре Хиого, Япония.

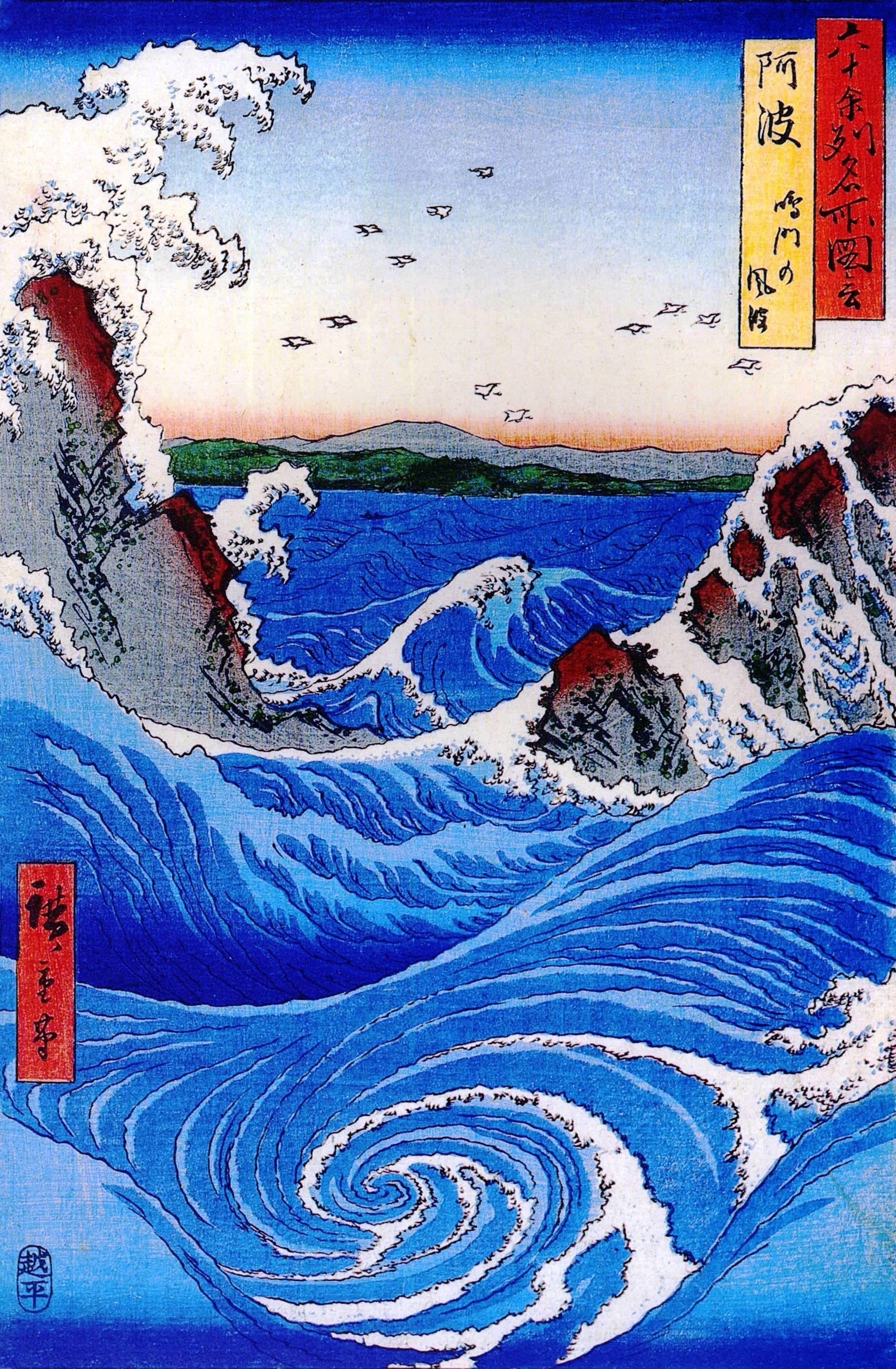
Гравюра Хиросигэ, изображающая водовороты Наруто

Пролив между городом Наруто и островом Авадзи имеет ширину 1,3 км. Он соединяет Тихий океан и Внутреннее Японское море, разделяя острова Хонсю и Сикоку. Течение дважды в день увеличивает, а затем, также два раза в день, уменьшает уровень воды во Внутреннем море, создавая таким образом разницу в уровне воды между Тихим океаном и внутренним морем до 1,5 м. Вследствие узости пролива, четырежды в день вода в проливе течёт со скоростью примерно 13—15 километров в час. Во время весеннего половодья скорость воды может достигать 20 километров в час, создавая при этом водовороты до 20 м в диаметре.
Поток воды в проливе является самым быстрым в Японии и четвёртым в мире (после Сальтстрёумена в Норвегии, Мальстрёма в Норвежском море около северо-западного побережья Норвегии и водоворота Старой свиньи в Канаде).
Водовороты Наруто можно увидеть с кораблей или с моста Онаруто, пролегающего над проливом.